# Lieder klingen am Lago Maggiore
Lieder klingen am Lago Maggiore ist ein deutsch-schweizerischer Spielfilm von Hans Grimm aus dem Jahr 1962. Der Schweizer Originaltitel des Films lautet Der singende Vagabund.

## Handlung
Der Schlagersänger Eric Kersten erhält kurz nach einem Auftritt vom Chef seiner Schallplattenproduktionsfirma Dietrich seine bereits dritte Goldene Schallplatte verliehen. Bei der Heimfahrt versucht er übermütig, seiner Frau Sylvia die Platte zu zeigen – die jedoch konzentriert sich auf das Autofahren. Eric küsst Sylvia, durch diesen Moment der Unachtsamkeit rammt das Auto einen LKW – Sylvia stirbt bei dem Unfall. Bei seinem nächsten Auftritt ist Eric unfähig zu singen.
Zwei Jahre später lebt Eric zurückgezogen mit seinem 14-jährigen Sohn Peter im Tessin. Seinen Lebensunterhalt verdient sich Eric mit der Porträtmalerei. Direktor Dietrich, der regelmäßig in seiner Villa vorbeischaut, wird ebenso regelmäßig abgewiesen, da Eric nie wieder auf der Bühne stehen will. Dietrich hat jedoch allen Grund, hartnäckig zu sein: Laut Vertrag muss Eric, sollte er je wieder auf einer Bühne auftreten, wieder regelmäßig für Dietrichs Plattenfirma auftreten und Platten aufnehmen.
Eines Tages trifft Dietrich in Zürich die junge Journalistin Eva Keller, die der verstorbenen Sylvia zum Verwechseln ähnlich sieht. Er engagiert sie: Sie soll zu Eric ins Tessin fahren, sich als Urlauberin ausgeben und ihn am Ende dazu bringen, wieder auf die Bühne zurückzukehren. Als Ausgleich erhält sie Prozente von den dann anstehenden Plattenverkäufen. Sie willigt ein und Eric ist tatsächlich schockiert von der Ähnlichkeit Evas mit Sylvia. Obwohl er sie anfangs ablehnt, verlieben sich beide ineinander. Eva kann Eric überzeugen, dass er nur ein mittelmäßiger Maler ist und zudem nicht glücklich mit seinem Leben. Eric entscheidet sich, wieder als Sänger aufzutreten.
Bei seinem ersten Konzert im Rahmen eines Festivals ist auch Dietrichs zugegen. Da Eric angekündigt hat, Eva am nächsten Tag zu ehelichen, reist die noch in der Festivalsnacht gen Zürich ab und hinterlässt Eric einen Brief, in dem sie ihn über ihr Doppelspiel aufklärt. Eric versucht sie zu vergessen, doch setzt Peter alles daran, Eric und Eva wieder zusammenzubringen, hat er doch Gefallen an seiner perspektivisch neuen Mutter gefunden. Er lässt seinen Zug fahren, der ihn nach den Ferien zurück ins Internat bringen soll, und sucht stattdessen Eva auf. Mit einem Trick lotst er Eric in Evas Wohnung und es kommt zur Versöhnung der beiden. Gemeinsam bringen sie schließlich Peter ins Internat.

## Produktion
Der Film wurde im Tessin gedreht. Die Uraufführung fand am 30. Mai 1963 statt.
Der Schweizer Originaltitel Der singende Vagabund bezieht sich auf den populären Schlager Der lachende Vagabund (verfilmt 1958 als Der lachende Vagabund) von Fred Bertelmann, der auch in Lieder klingen am Lago Maggiore die Hauptrolle innehatte.
Im Film werden verschiedene Schlager gesungen. Fred Bertelmann ist mit den Titeln Glaub mir die Sonne erwacht, Schlaf Peter schlaf, Oh Mamma mia und Tango am blauen Meer zu hören; im Radio ist zudem Der lachende Vagabund zu hören. Milva singt Mare scuro und Heinz Schachtner spielt auf der Trompete SunRise.

## Kritik
Das Lexikon des internationalen Films sah in Lieder klingen am Lago Maggiore „mit Reklame für Schallplatten und das Tessin durchsetzte dürftige Unterhaltung.“
Cinema bezeichnete den Film als „Kitschfest mit Oliver Grimm und Grethe Weiser.“